# 派恩丘陵 (佛羅里達州)
派恩丘陵（英語：Pine Hills）是位於美國佛羅里達州橙縣的一個人口普查指定地區。

## 地理
派恩丘陵的座標為28°34′54″N 81°25′10″W / 28.58167°N 81.41944°W，而該地最高點為海拔高度34米（即112英尺）。

## 人口
根據2010年美國人口普查的數據，派恩丘陵的面積為33.00平方千米，當中陸地面積為31.70平方千米，而水域面積為1.30平方千米。當地共有人口60076人，而人口密度為每平方千米1,820人。